# Ragazzi di provincia
Ragazzi di provincia (The Rat Race) è un film statunitense del 1960 diretto da Robert Mulligan.

## Trama
Pete Hammond Jr. un giovane di belle speranze, parte con un autobus da Milwaukee a New York City iniziando con grande ottimismo a cercare lavoro, ma in realtà desiderando di intraprendere la carriera di sassofonista jazz. Tuttavia, trovare lavoro si rivela più difficile del previsto, e incontra Peggy Brown, una modella e ballerina a pagamento diventata stanca e cinica dopo anni di lotta per sopravvivere in città, appena sfrattata da un appartamento affittato proprio a Pete; poiché è rimasta senza un soldo e non ha una casa in cui tornare, lui si offre di ospitarla. Costretta a fare affidamento sulla sua generosità, entrambi trovano due lavori piuttosto modesti e stanno insieme nell'appartamento come buoni amici.
Peggy lo avverte che non ci si può fidare delle persone, ma Pete è incoraggiato quando un gruppo musicale gli offre un'audizione per un lavoro. Quando gli altri musicisti lo mandano a bere una birra, Pete torna e scopre che gli hanno rubato gli strumenti e che è vittima di una truffa, dimostrando così a Peggy che aveva ragione. Alla fine, ottiene un lavoro come suonatore del sassofono contralto su una nave da crociera ma non ha gli strumenti. Peggy va da Nellie Miller, il proprietario del locale da ballo abusivo per cui lavora, al quale deve dei soldi, per avere un altro prestito da dare a Pete e, per ripagare i suoi debiti, accetta di prostituirsi. Mantenendo una facciata cinica, Peggy convince un sospettoso Pete di aver ottenuto i soldi senza alcun vincolo.
Pete, durante la crociera, scrive a Peggy ogni giorno per tutto il mese successivo. Quando si ferma per portare a termine la sua parte del loro accordo, Nellie toglie i vestiti e le scarpe di Peggy per ricattarla. La notte in cui Pete ritorna, troncano nuovamente e Nellie minaccia di sfigurarla. Innamorato di Peggy e spaventato per lei, Pete rinuncia a tutto il suo stipendio, al suo orologio da polso e ai suoi nuovi strumenti per ripagare Nellie. Più tardi, Pete confessa a Peggy che, durante la crociera, ha convissuto insieme con tre donne come parte del suo lavoro. Peggy accetta di rimanere con Pete, dicendogli però di smettere di lavorare sulle navi da crociera.

## Distribuzione
Il film ebbe la prima proiezione il 10 luglio del 1960 ed ebbe un incasso di 3.400.000 dollari nelle sale statunitensi e canadesi. In Italia ottenne il visto di censura n. 34.104 del 7 marzo 1961 per una lunghezza della pellicola di 2.867 metri.